# A mezzanotte (Christmas Song)
A mezzanotte (Christmas Song) è un singolo della cantante italiana Elettra Lamborghini, pubblicato il 3 dicembre 2021 come primo estratto dal secondo album in studio Elettraton.

## Video musicale
Il video, diretto da Gianluca Catania, è stato pubblicato il 7 dicembre 2021 attraverso il canale YouTube della cantante.

## Tracce
Testi di Davide Petrella, musiche di Pablo Miguel Lombroni Capalbo.
1. A mezzanotte (Christmas Song) – 3:13